# Mark Wallner
Mark Wallner (ur. 20 lipca 1999 w Monachium) – niemiecki tenisista.

## Kariera tenisowa
W zawodach rangi ITF Men’s World Tennis Tour zaczął startować od 2022 roku. W cyklu ATP Tour finalista jednego turnieju w grze podwójnej.
Zadebiutował w Wielkim Szlemie podczas Australian Open 2025, gdzie startował w parze z Jakobem Schnaitterem. Para odpadła w drugiej rundzie.
W rankingu gry pojedynczej najwyżej był na 1095. miejscu (1 kwietnia 2024), a w klasyfikacji gry podwójnej na 59. pozycji (21 kwietnia 2025).

### Finały w turniejach ATP Tour
| Legenda                                      |
| -------------------------------------------- |
| Wielki Szlem                                 |
| Igrzyska olimpijskie                         |
| Tennis Masters Cup / ATP Finals              |
| ATP Masters Series / ATP Tour Masters 1000   |
| ATP International Series Gold / ATP Tour 500 |
| ATP International Series / ATP Tour 250      |

#### Gra podwójna (0–1)
| Końcowy wynik | Nr | Data            | Turniej   | Nawierzchnia | Partner          | Przeciwnicy                        | Wynik finału |
| ------------- | -- | --------------- | --------- | ------------ | ---------------- | ---------------------------------- | ------------ |
| Finalista     | 1. | 6 kwietnia 2025 | Bukareszt | Ceglana      | Jakob Schnaitter | Marcel Granollers Horacio Zeballos | 6:7(3), 4:6  |